# Ogilbia galapagosensis
Ogilbia galapagosensis är en fiskart som först beskrevs av Max Poll och Leleup, 1965.  Ogilbia galapagosensis ingår i släktet Ogilbia och familjen Bythitidae. IUCN kategoriserar arten globalt som sårbar. Inga underarter finns listade i Catalogue of Life.